# 李雲龍 (1961年生)
李 雲龍（イ・ウルリョン、朝鮮語: 이운룡、1961年7月15日 - ）は、大韓民国の国会職員、政治家。第19代韓国国会議員。

## 経歴
全羅北道茂朱郡出身。茂朱初等学校、普門中学校、大田高等学校、韓国外国語大学校卒。韓国外国語大学校大学院修了（政治学修士）、ソウル大学校国際大学院GLP19期。韓国議会発展研究会研究員、情勢分析、政策局次長・部長・幹事、議員局副局長、基調局副局長、企画調整局局長、院内企画局局長、院内企画・行政局局長、政策委員会運営首席専門委員、民主平和統一諮問委員会諮問委員、セヌリ党非常対策委員長室補佐役・常勤政策研究委員、第18代大統領選挙特補団総括局長を務めた。